# Катедральний шлюз в Познані
52°24′45″ пн. ш. 16°57′01″ сх. д. / 52.41256° пн. ш. 16.9504° сх. д.
Катедральний Шлюз (Водозлив Катедральний, нім. Dom Schleuse) — оборонний гідротехнічний об'єкт Фортеці Познань, який був розміщений над річкою Цибіна в 1834—1839 роках і перебудований в другій половині XIX століття. Збережена частина знаходиться на Тумському Острові, а західний береговий плацдарм входить в склад комплексу Брами Познаня, в ролі приміщення для тимчасових вистав, і Королівсько-Імператорського Тракту.

## Історія повстання об'єкту
Познань, після 1815 року був повторно включений в склад Прусського Королівства і отримав виняткове військове значення з огляду на своє стратегічне розміщення. Близькість кордону з Росією, з відстанню, яка складала нецілих 70 км, як і локалізація на трасі, яка проходить в сторону Берліна і центральне розташування, з огляду на натуральнмі бар'єри на осі північ — південь (між Судетами і Балтиком), були ключовими в рішенні побудови великої фортеці.
Значення також мало підкреслення прусської домінації над містом, показ могутності держави і створення тиску на польський мешканців, щоб знеохотити до будь-яких спроб боротьби за незалежність. З ініціативи тодішнього Шефа Генерального Штабу генерала Karl von Grolman в 1828 році розпочато будову т. зв. полігонної фортеці, яка тривала понад 40 років і в результаті повстав сильний фортифікаційний перстень, який охоплював майже ціле місто.
Одним з головних фортифікаційних комплексів фортеці була Тумська Цитадель, тобто оборонна територія Тумського Острова, яка в такій формі повстала в 1856—1862 роках. В склад зміцненої групи входив також Катедральний Шлюз (Dom Schleuse), який повстав над Цибіною в 1834-39 роках і перебудований в другій половині XIX століття.

## Будова і ціль
Цей об'єкт був одним з кількох такого типу гідротехнічних будівель, які функціонували в рамах познанської фортеці. Ціллю цієї інвестиції, крім забезпечення війську переправи через Цибіну, в момент воєнної небезпеки було створення затопленого простору на передові захисту. Комплекс складався з двох фортифікаційних берегових плацдармів (східного і західного), які поєднувалися мурованим мостом шириною 55,88 м і складеного з 9 наскрізних отворів.
В цегляних стовпах знаходилися вертикальні напрямні, які давали можливість, за допомогою ланцюгів і простих коловоротів, опускати до річки спеціальні дерев'яні застави, складені з тяжких балок. Це мало за ціль загустити води Цибіни і затопити простір на східній передовій Тумської Цитаделі між Шрюдкою і Бердиховем утруднивши наступ ворогу. Цей об'єкт, однак, ніколи не був використаний для воєнних цілей.
Збережений береговий плацдарм це накрита насипом землі двоповерхова прямокутна будова з 5 казематами, яка виконана з клінкерної цегли. На першому поверсі знаходився прохідний зал і брама з воротами, яка проводила на міст. Північне крило служило для розміщення казарм, південне було призначене для окремого входу, скоріш за все на гауптвахту і пожежне приміщення. Будинок розташовувався на березі річки з добудованим до західного плацдарму муром Карно, який був оснащений в карабінне і гарматне стрільбище.

## Дальша доля об'єкту
Міст з східним береговим плацдармом розібрано в 1919-21 роках за рішенням міської влади, яка вкладала значні інвестиції призначені на східні дільниці Познані. Ліквідація мосту також мусила запобігати неконтрольованому затопленню, коли зимою вода потрапляла в наскрізні отвори моста.
Збережено західний береговий плацдарм, яким в 20 роках XX століття керував магістрат міста Познань і який було передано Митрополитній Курії. В об'єкті створено помешкання, які до II світової війни займала родина Стругарків з Тумського Острова, а також майстерні для локальних ремісників. Пізніше будинок було надано Архідієцезіальним музеєм на потреби складів.

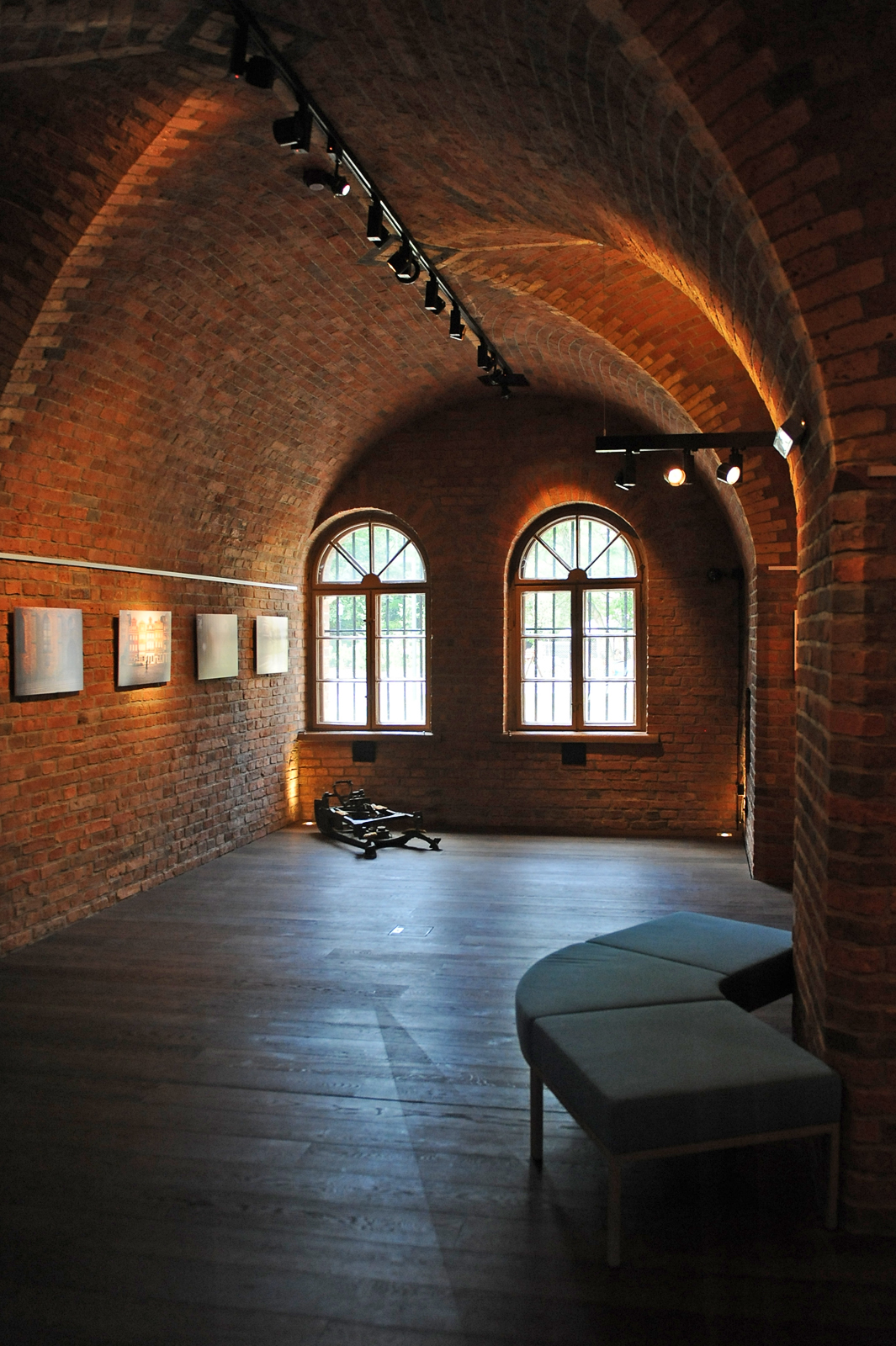
Катедральний Шлюз в Познані — перший поверх, північне приміщення

## Сучасний стан
Залишки об'єкту збереглися в доброму стані і після ремонту увійшли в склад комплексу Брами Познаня. Західна частина шлюзу використовується як простір для тимчасових вистав і як пункт рецепції для гостів Тумського Острова в Познані. Об'єкт є поєднаний з головним будинком Брами Познаня скляним мостом.
В цьому, одному з небагатьох реліктів полігонної фортеці, збереглися оригінальні цегляні мури і стовпи, які були забезпечені консервацією. Унікальним також для території Познані є збережені отвори для стрільби зі збереженими віконними ґратами, які були спеціально зроблені з металу для закріплення гармат, оригінальні кам'яні ясла чи головні дерев'яні ворота (з багатьма арматурами і болтами). Збереглися також артилерійські насипи землі, які покривають дах будинку, а також добудований до південної сторони плацдарму фрагмент муру Карно.

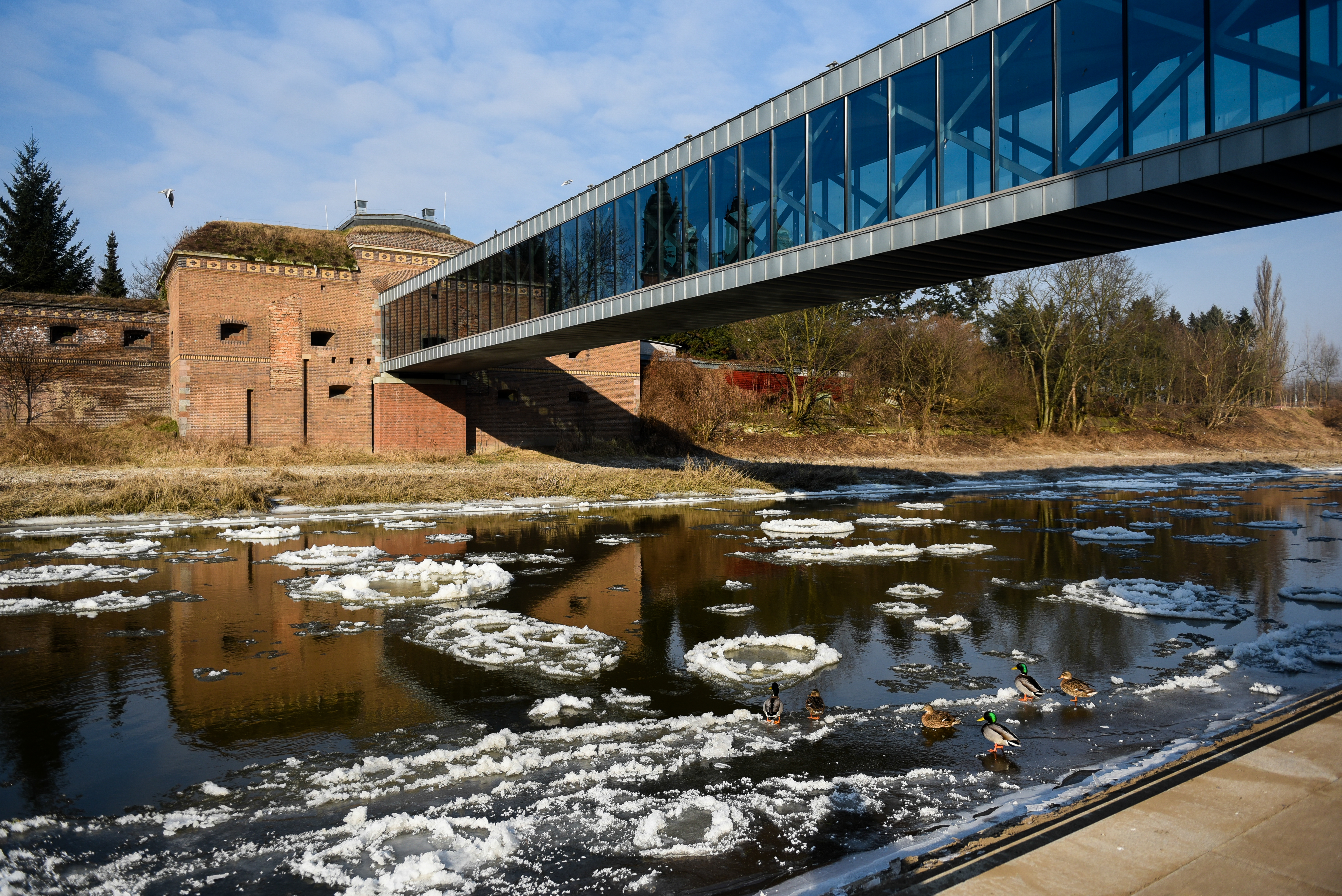
Катедральний Шлюз в Познані, вигляд зі сторони амфітеатру Брами Познаня зимою

## Тимчасові виставки
Щорічно в шлюзі проводять декілька тимчасових виставок, вхід на які завжди безплатний. 19 травня 2020 року відкрилась виставка під назвою «В божественних і людських книгах. Світ Яна Любранського» (оригінальна назва польською мовою: «W księgach boskich i ludzkich. Świat Jana Lubrańskiego»). Вона присвячена особі єпископа Яна Любранського і його діяльності в епоху Ренесансу.